# Ectoneura tasmanica
Ectoneura tasmanica är en kackerlacksart som först beskrevs av Brancsik 1895.  Ectoneura tasmanica ingår i släktet Ectoneura och familjen småkackerlackor. Inga underarter finns listade i Catalogue of Life.